# Tjarko Meyer Cramer
Tjarko Meyer (Lucas) Cramer (* 1. Juni 1780 in Manslagt; † 26. April 1812 in Rom) war ein deutscher Maler. Er wurde vor allem bekannt durch das von ihm geschaffene Gemälde der Gefangennahme Ocko tom Broks durch Focko Ukena 1427. Der größere Teil seines Werks gilt als verschollen.

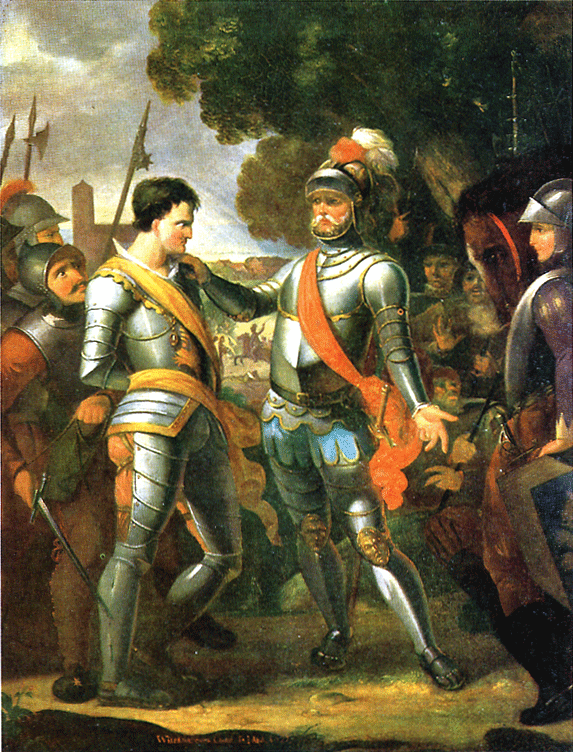
Ocko tom Brok wird nach der Schlacht auf den Wilden Äckern gefangen vor Focko Ukena geführt. Romantisierendes Historiengemälde von Tjarko Meyer Cramer, 1803

## Leben
Tjarko Meyer (Lucas) Cramer wurde am 1. Juni 1780 als ältester Sohn Cramer des Lehrers Albert Dircks Cramer und einer Tochter des Manslagter Predigers Tjarko Meyer geboren. Er hatte vier Brüder, von denen zwei ebenfalls malten und von denen Gemälde und Zeichnungen erhalten sind.
Schon bald nach seiner Geburt muss die Familie nach Emden gezogen sein, wo Tjarko aufwuchs. Dort lehrte ihn der örtliche Maler Peter Anton Honsberg die Grundlagen der Malerei. Diese setzte er offenbar so erfolgreich um, dass eine Gruppe von kunstbegeisterten Freunden der Familie ihm den notwendigen Unterricht an der Königlich Dänischen Kunstakademie in Kopenhagen finanzierte. Dort schrieb er sich vermutlich im Frühjahr 1800 ein und studierte in den folgenden achtzehn Monaten. Seine Abschlussarbeit war ein Selbstporträt, für das er am 5. Oktober 1801 die kleine Silbermedaille der Akademie erhielt.
Danach kehrte er für kurze Zeit nach Emden zurück, ehe er ein knappes Jahr in Berlin verbrachte und schließlich im Herbst 1803 nach Dresden zog. Dort war er als Kopist in der Gemäldegalerie Alter Meister tätig. Seinen Lebensunterhalt besserte er mit Kopien italienischer Meister und von Rubens-Gemälden auf, die er in Emden verkaufte. Dies machte ihn in Ostfriesland bekannt, wo er neben weiteren dann 1803 seinen bedeutendsten Auftrag erhielt: Die Ostfriesische Landschaft beauftragte ihn, ein Gemälde der Gefangennahme Ocko tom Broks nach der Schlacht auf den Wilden Äckern 1427 anzufertigen und zahlte ihm dafür die stattliche Summe von 400 Gulden.
Dennoch hielt es Cramer nicht in Ostfriesland. 1804 reiste er zunächst in die Schweiz und von dort weiter durch Italien nach Rom, wo er unter anderem mit Caroline und Wilhelm  von  Humboldt und dem dänischen Bildhauer Bertel Thorvaldsen verkehrte. Auch in Rom erledigte er Aufträge aus Ostfriesland, so etwa eine Darstellung der Auferstehung, die sich als großes Altarblatt bis zum Brand von 1943 in der katholischen Kirche in Emden befand.
Im Spätsommer 1808 verließ Cramer Rom und erfuhr in der Schweiz davon, dass ihn die neugegründete Koninklijke Academie van Beeldende Kunsten als Stipendiaten aufgenommen hatte. Das Stipendium beinhaltete auch einen zweijährigen Aufenthalt in Rom, weshalb er umgehend nach Rom zurückkehrte. Schon ein Jahr später erkrankte Cramer schwer. Dies hatte Auswirkungen auf sein Schaffen, so dass er die Bedingungen der Niederländischen Akademie nicht mehr erfüllen konnte. Im März 1811 wurde sein Stipendium gestrichen. Im Frühsommer unternahm er seine letzte Reise nach Neapel. Nach der Rückkehr in Rom verschlechterte sich sein Zustand. Er wurde bald bettlägerig. In dieser Zeit trat er in die katholische Kirche über, ließ sich taufen, nahm dabei den Namen Lukas an, und vier Tage später firmen. Sein Gesundheitszustand verschlechterte sich weiter, ehe er der Krankheit am 26. April 1812 schließlich erlag. Zwei Tage später wurde er in der Kirche Sant’Andrea della  Fratte bestattet.

## Erhaltene Werke
- Graf Gerd von Oldenburg bei Cirk von Friedeburg. 1802 (Im Besitz des Ostfriesischen Landesmuseums Emden)
- Ocko tom Brock wird nach der Niederlage in der Schlacht auf den Wilden Äckern (1427) gefangen vor Focko Ukena  geführt. 1803 (Im Besitz der Ostfriesischen  Landschaft  Aurich)
- Porträt  von  Conrad  Barinck  (Pfarrer  der  mennonitischen  Gemeinde Amsterdam).  1803  (Im Besitz der Mennonitischen Gemeinde Amsterdam)
- Porträt  von  Wilhelm  Krull  (reformierter Prediger  der  Gemeinde Emden). 1803 (Im Besitz der Reformierten Kirche Emden).

## Erhaltene Kopien
- Christuskopf  (nach Annibale Carracci) (Im Besitz des Ostfriesischen Landesmuseums Emden)
- Der trunkene  Silen  (nach einem Ausschnitt aus Rubens’ Bacchantenzug) (Im Besitz des Ostfriesischen Landesmuseums Emden)
- Drei  nackte  Knaben  umgeben  von  Äpfeln,  Pflaumen  und  Trauben  (nach einem Ausschnitt aus Rubens’ Bacchantenzug) (Im Besitz des Ostfriesischen Landesmuseums Emden)